# Erster Schlesischer Krieg
Der Erste Schlesische Krieg (1740–1742) war einerseits Teil des Österreichischen Erbfolgekrieges, andererseits einer der zwischen Preußen und Österreich geführten Kriege um die Vorherrschaft in Schlesien.
Europäischer Kriegsschauplatz:

Mollwitz* – Chotusitz* – Simbach – Dettingen – Toulon – Pfaffenhofen – Tournai – Fontenoy – Hohenfriedberg** – Soor** – Hennersdorf** – Kesselsdorf** – Brüssel – Piacenza – Namur – Roucourt – Kap Finisterre 1 – Lauffeldt – Assietta –  Bergen op Zoom – Kap Finisterre 2 – Maastricht
(*) Erster Schlesischer Krieg – (**) Zweiter Schlesischer Krieg
Indischer Kriegsschauplatz:

Erster Karnatischer Krieg
Amerikanischer Kriegsschauplatz:

War of Jenkins’ Ear – King George’s War

## Vorgeschichte

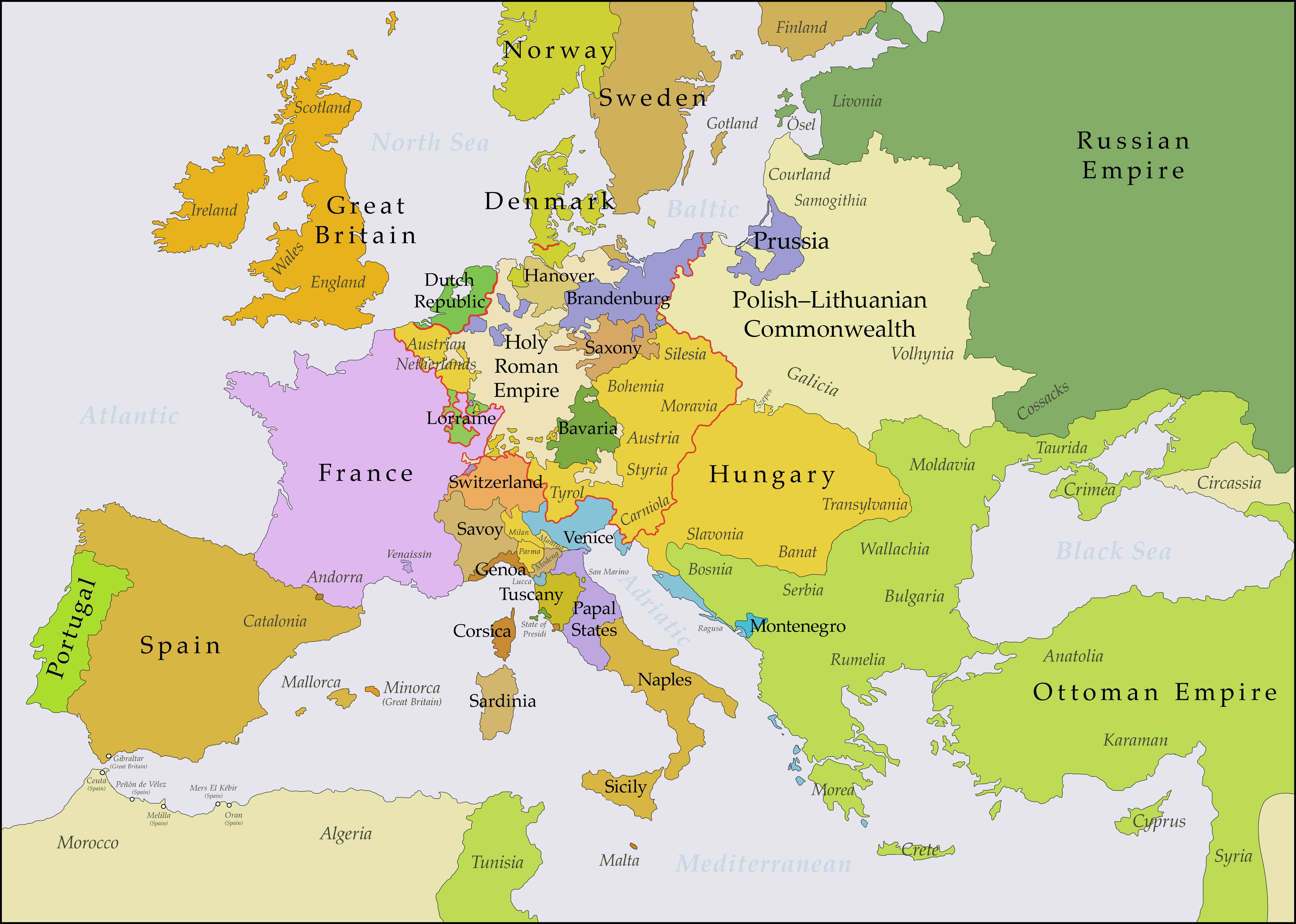
Europa vor Beginn des Ersten Schlesischen Krieges im Jahre 1738, mit Brandenburg-Preußen in Blau und die Habsburger Monarchie in Gelb

Der Erste Schlesische Krieg begann nach dem Tode des römisch-deutschen Kaisers Karl VI. (20. Oktober 1740), der in der Pragmatischen Sanktion vom 19. April 1713 die Erbfolge für weibliche Nachfahren der Familie (wie die allerdings erst 1717 geborene Maria Theresia) ermöglicht hatte.
Obwohl die meisten Staaten die Pragmatische Sanktion zu Lebzeiten von Karl VI. anerkannt hatten, wurde sie nach dessen Tod 1740 von Friedrich II. von Preußen und Karl Albrecht von Bayern (dem späteren Kaiser Karl VII.) angefochten.
Karl Albrecht von Bayern erhob Anspruch auf die Kaiserkrone und die habsburgischen Länder.
Friedrich II. beanspruchte mit Schlesien einen Teil des Habsburgischen Reiches für sich. Er begründete seine Ansprüche mit der Liegnitzer Erbverbrüderung von 1537, wonach die schlesischen Fürstentümer Liegnitz, Wohlau und Brieg nach dem Aussterben der schlesischen Piasten an Brandenburg fallen sollten. Die Rechtmäßigkeit der Erbverbrüderung wurde jedoch bereits damals vom böhmischen König Ferdinand bestritten und 1546 aufgehoben. Als die schlesischen Piasten 1675 tatsächlich ausstarben, erhob Friedrich Wilhelm von Brandenburg (der „Große Kurfürst“) gegenüber dem habsburgischen Kaiser Leopold I. mehrfach Ansprüche auf die schlesischen Fürstentümer, welche dieser ablehnte. Als Friedrich Wilhelm jedoch infolge der Aufhebung des Edikts von Nantes 1685 durch Ludwig XIV. auf den habsburgischen Kaiser als Bündnispartner angewiesen war, verzichtete er in einem Bündnisvertrag mit dem Kaiser 1686 auf die aus seiner Sicht bestehenden Ansprüche. Als Gegenleistung glaubte er neben militärischem Beistand gegen Frankreich und jährlichen Geldzahlungen unter anderem auch den Schwiebuser Kreis (ein kleines Gebiet in Schlesien) erhalten zu haben. Allerdings hatte der österreichische Gesandte in Berlin gleichzeitig mit dem Kurprinzen Friedrich ein geheimes Abkommen geschlossen, in dem dieser sich verpflichtet hatte, den Schwiebuser Kreis bei seinem Regierungsantritt an Wien zurückzugeben. Als er nach dem Tod seines Vaters vom Kaiser an diese Zusage erinnert und 1695 zur Rückgabe des Gebiets genötigt wurde, protestierte er jedoch und behauptete, dass er das Abkommen nur aufgrund Vorspiegelung falscher Tatsachen unterschrieben hätte, dass daher auch der Verzicht auf die ursprünglichen schlesischen Ansprüche ungültig sei und diese darum wieder auflebten, eine Auffassung, die sich im Folgenden am brandenburgischen Hof verfestigte.
Es kam zu einem Bündnis Preußens mit Bayern, Frankreich, Sachsen, Kurköln, Spanien, Schweden und Neapel. Diesen Mächten war an einer Schwächung und Zerschlagung des Habsburgischen Reiches gelegen. Mit Habsburg verbündeten sich Großbritannien, Sardinien, die Niederlande und Russland.
Am 8. November 1740 erfolgte in Preußen die Mobilmachung der für dieses Unternehmen bestimmten Truppen.
Der Angriffsplan sah vor, dass zwei Armeekorps Schlesien besetzen sollten. Das erste Korps bestand aus 20 Bataillonen, 32 Schwadronen und 34 Geschützen, das zweite Korps aus sieben Bataillonen, zehn Schwadronen und acht Geschützen. In Schlesien befanden sich im Oktober 1740 lediglich ein österreichisches Infanterieregiment mit 1.539 Mann sowie eine 300 Mann starke Freikompanie. Bis Mitte Dezember wurden die Truppen auf drei Infanterieregimenter, eine Freikompanie und acht Kompanien Dragoner mit insgesamt 7.359 Mann verstärkt, davon waren 1.178 Mann für die Festung Glogau bestimmt.

## Verlauf

### Besetzung Schlesiens durch Preußen
Am 11. Dezember 1740 stellte Friedrich II. Österreich ein Ultimatum für die Abtretung Schlesiens an Preußen. Im Gegenzug würde er die Pragmatische Sanktion anerkennen und den österreichischen Mitregenten Franz I. Stephan, Schwiegersohn des verstorbenen Kaisers Karl VI. und Ehemann von Maria Theresia, bei der Wahl zum Kaiser des Heiligen Römischen Reiches Deutscher Nation unterstützen. Allerdings wartete Friedrich die Antwort Österreichs nicht ab, sondern führte am 16. Dezember eine Armee von 27.000 Soldaten nach Schlesien hinein. Der protestantische Teil der Bevölkerung begrüßte die Preußen als Befreier von religiöser Behinderung.
Ende Januar war Schlesien von österreichischen Truppen geräumt. Nur in den Festungen Glogau, Brieg und Neiße verblieben noch schwache österreichische Garnisonen, die von preußischen Truppen belagert wurden. Die preußischen Truppen bezogen Winterquartier.

### Frühjahrsfeldzug 1741
- 27. Februar: Gefecht bei Baumgarten
- 9. März: Fürst Leopold von Anhalt-Dessau nimmt die Festung Glogau im Sturm.

Im März hatte sich unter Führung von Feldmarschall Graf Wilhelm Reinhard von Neipperg eine österreichische Armee von zusammen 15.000 Mann, bestehend aus 17 Bataillonen, acht Grenadierkompanien und 13 Kavallerieregimentern, bei Olmütz versammelt, um die schwer bedrängten Festungen Neiße und Brieg zu entsetzen.
- 10. April Schlacht bei Mollwitz: Sieg der preußischen Armee unter Generalfeldmarschall Kurt Christoph Graf von Schwerin
- 4. Mai: Kapitulation von Brieg
- 5. Juni (Breslau): Verteidigungsbündnis zwischen Preußen und Frankreich für 15 Jahre
- 22. Juli: Überfall bei Rothschloss
- 10. August: Besetzung von Breslau
- 9. Oktober: Waffenstillstand von Klein-Schnellendorf
- 10. Oktober: Kapitulation von Neisse
- 26. November: Franzosen, Sachsen und Bayern stürmen Prag
- Mitte Dezember: Friedrich marschiert unter dem Vorwand, Österreich hielte sich nicht an die Geheimhaltung der Konvention von Klein-Schnellendorf, in Böhmen ein.
- 26. Dezember: Kapitulation von Olmütz

### 1742
- 14. März: Gefecht bei Lesch (auch Lösch; heute Líšeň, Stadtteil von Brno)[3]
- 25. April: Kapitulation von Glatz
- 17. Mai: Die Schlacht bei Chotusitz (Kuttenberg) endet mit einem Sieg Friedrichs II. über den Prinzen von Lothringen.
- 28. Mai: Friedensvertrag
- 11. Juni: Vorfrieden von Breslau (Präliminarfrieden), in dem Preußen Ober- und Niederschlesien sowie die Grafschaft Glatz erhalten sollte. Ursprünglich wurde von einer Teilung ausgegangen, nach der ganz Oberschlesien bei Österreich hätte bleiben sollen; so verblieb nur ein Gebietsstreifen um Troppau und Teschen (siehe Österreichisch-Schlesien).
- 28. Juli: Endgültiger Friede von Berlin, Bestätigung des Vorfriedens von Breslau.